# Robin Sachs
Robin David Sachs (Londra, 5 febbraio 1951 – Los Angeles, 1º febbraio 2013) è stato un attore e doppiatore britannico.

## Biografia
Robin Sachs nacque a Londra il 5 febbraio 1951. Era figlio degli attori Leonard Sachs e Eleanor Summerfield.
È noto per il ruolo di Ethan Rayne nella serie televisiva Buffy l'ammazzavampiri e per aver prestato la voce a Zaeed Massani nei videogiochi Mass Effect 2 e Mass Effect 3 e l'Ammiraglio Karath nel videogioco Knights of the Old Republic, nonché diversi personaggi nei videogiochi di Bioware come Dragon Age: Origins. Ha partecipato inoltre alle serie televisive Babylon 5, La mossa vincente, Rob Roy, il suo ultimo lavoro fu il DLC Citadel per Mass Effect 3, dando la voce al mercenario Zaeed Massani.
Morì il 1 febbraio 2013, 4 giorni prima del suo compleanno a causa di un infarto.

## Vita privata
Si è sposato due volte: la prima volta con l'attrice gallese Siân Phillips, con la quale è stato fino al 1991, poi con Casey Defranco.

## Filmografia parziale

### Cinema
- La regina dei vampiri (Vampire Circus), regia di Robert Young (1972)
- Tutte le donne del re (Henry VIII and His Six Wives), regia di Waris Hussein (1972)
- ...unico indizio, un anello di fumo (The Disappearance), regia di Stuart Cooper (1977)
- A Flame to the Phoenix, regia di William Brayne (1983)
- Innocent Adultery, regia di Anthony Maharaj (1994)
- Il mondo perduto - Jurassic Park (The Lost World: Jurassic Park), regia di Steven Spielberg (1997)
- Ravager, regia di James D. Deck (1997)
- Galaxy Quest, regia di Dean Parisot (1999)
- Ocean's Eleven - Fate il vostro gioco (Ocean's Eleven), regia di Steven Soderbergh (2001)
- Northfork, regia di Michael Polish (2003)
- Megalodon, regia di Pat Corbitt (2004)

### Televisione
- Love and Mr Lewisham – serie TV, episodi 1x03-1x04 (1972)
- ITV Playhouse – serie TV, episodio 6x06 (1972)
- Su e giù per le scale (Upstairs, Downstairs) – serie TV, episodio 3x10 (1973)
- Ten from the Twenties – serie TV, episodio 1x08 (1975)
- Quiller – serie TV, episodio 1x11 (1975)
- Centre Play – serie TV, episodio 3x02 (1975)
- Crown Court – serie TV, episodio 5x54 (1976)
- East Lynne, regia di Barney Colehan e Philip Grout – film TV (1976)
- Rob Roy – serie TV, 6 episodi (1977)
- Lady Killers – serie TV, episodio 2x02 (1981)
- Diamonds – serie TV, episodio 1x04 (1981)
- Ritorno a Brideshead (Brideshead Revisited) – serie TV, episodi 1x01-1x03 (1981)
- Tom, Dick and Harriet – serie TV, episodio 1x06 (1982)
- Number 10 – serie TV, episodio 1x01 (1983)
- La mossa vincente (Chessgame) – serie TV, 6 episodi (1983)
- Gli occhi dei gatti (C.A.T.S. Eyes) – serie TV, episodio 1x09 (1985)
- The Alamut Ambush, regia di Ken Grieve – film TV (1986)
- Cold War Killers, regia di William Brayne – film TV (1986)
- The Deadly Recruits, regia di Roger Tucker – film TV (1986)
- Le avventure di Bailey (Rumpole of the Bailey) – serie TV, episodio 4x01 (1987)
- In due si ama meglio (A Fine Romance) – serie TV, episodio 1x08 (1989)
- Gentlemen and Players – serie TV, episodio 2x05 (1989)
- Metropolitan Police (The Bill) – serie TV, episodio 7x04 (1991)
- Due come noi (Jake and the Fatman) – serie TV, episodio 4x17 (1991)
- Dynasty: ultimo atto (Dynasty: The Reunion) – miniserie TV, 2 puntate (1991)
- Ma che ti passa per la testa? (Herman's Head) – serie TV, episodio 1x08 (1991)
- Il ritorno di Ironside (The Return of Ironside), regia di Gary Nelson – film TV (1993)
- La signora in giallo (Murder, She Wrote) – serie TV, episodio 10x10 (1993)
- Un detective in corsia (Diagnosis Murder) – serie TV, episodio 2x10 (1994)
- Fantastic Four – serie TV, episodi 1x05-1x06-1x13 (1994) - voce
- Walker Texas Ranger (Walker, Texas Ranger) – serie TV, episodi 3x24-3x25 (1995)
- Un filo nel passato (Nowhere Man) – serie TV, episodi 1x13-1x18 (1996)
- Pacific Blue – serie TV, episodio 2x01 (1996)
- Baywatch Nights – serie TV, episodio 2x5 (1996)
- Nash Bridges – serie TV, episodio 2x10 (1996)
- Babylon 5 - In principio (Babylon 5: In the Beginning), regia di Michael Vejar – film TV (1998)
- F/X (F/X: The Series) – serie TV, episodio 2x17 (1998)
- Babylon 5 – serie TV, 6 episodi (1994-1998)
- Buffy l'ammazzavampiri (Buffy the Vampire Slayer) – serie TV, 4 episodi (1997-2000)
- Star Trek: Voyager – serie TV, episodio 7x15 (2001)
- Alias – serie TV, episodio 4x14 (2005)
- SpongeBob SquarePants – serie TV, episodio 4x09 (2006)
- Torchwood – serie TV, episodio 4x01 (2011)
- Castle – serie TV, episodio 4x13 (2012)
- NCIS - Unità anticrimine (NCIS: Naval Criminal Investigative Service) – serie TV, episodio 9x17 (2012)

### Doppiaggio
- Star Wars: Knights of the Old Republic (2003) - Ammiraglio Saul Karath
- Dragon Age:Origins (2009) - Sindaco di Redcliffe Murdock\ Pyral Harrowmont\Soldato di Denerim
- Mass Effect 2 (2010) - Zaeed Massani
- Mass Effect 3 (2012) - Zaeed Massani
- Mass Effect 3: Citadel - Zaeed Massani

## Doppiatori italiani
Nelle versioni in italiano delle opere in cui ha recitato, Robin Sachs è stato doppiato da:
- Diego Reggente in Tutte le donne del re
- Mauro Bosco in Riccardo II
- Alessandro Rossi ne Il mondo perduto - Jurassic Park
- Sergio Di Stefano in Dynasty: ultimo atto
- Stefano Carraro in La signora in giallo
- Fabrizio Pucci in Buffy l'ammazzavampiri (ep. 2x06, 2x08, 4x12)
- Luciano Roffi in Buffy l'ammazzavampiri (ep. 3x06)
- Angelo Nicotra in Galaxy Quest
- Marco Rasori in Alias
- Marco Benvenuto in Castle
- Alberto Caneva in Riccardo II (ridoppiaggio)

Da doppiatore è stato sostituito da:
- Marco Pagani in Mass Effect 2, Mass Effect 3